# Natação nos Jogos Olímpicos de Verão de 2024 - 200 m medley masculino
A prova dos 200 m medley masculino da natação nos Jogos Olímpicos de Verão de 2024 ocorreu em 1 e 2 de agosto de 2024 na Paris La Défense Arena, em Paris. Um total de 23 nadadores de 20 Comitês Olímpicos Nacionais (CON) participaram do evento.

## Qualificação
Cada Comitê Olímpico Nacional (CON) poderia inscrever no máximo dois nadadores qualificados em cada evento individual, mas somente se ambos atingissem o "tempo de qualificação olímpica" (OQT). Um nadador por evento poderia potencialmente entrar se atingisse o "tempo de consideração olímpica" (OCT), ou se a cota total de 852 competidores não tivesse sido atingida. Os CONs também poderiam inscrever nadadores independentemente do tempo através das vagas de universalidade, mesmo que não tenham atingindo nenhum dos tempos de inscrição padrão (OQT/OCT).
Após o fim da janela de qualificação, a World Aquatics avaliou o número de nadadores que alcançaram o OQT, o número de nadadores somente para as provas de revezamento e o número de vagas de universalidade, antes de convidar aqueles com OCT para cumprir a cota total de 852. Além disso, as vagas no OCT foram distribuídas por evento de acordo com as posições no ranking mundial durante o prazo de qualificação. Para os 200 m medley masculino, o OQT foi de 1min57s94 e o OCT de 1min58s53.

## Formato
A competição consiste em três rodadas: preliminares, semifinais e final. Os nadadores com os 16 melhores tempos nas baterias preliminares avançam as semifinais. Já os nadadores com os 8 melhores tempos nas semifinais avançam a final. Desempates (swim-offs) são utilizados conforme necessário para quebrar os empates de avanço a próxima rodada.

## Calendário
Horário local (UTC+2)
| Data                | Horário | Fase         |
| ------------------- | ------- | ------------ |
| 1 de agosto de 2024 | 10:00   | Preliminares |
| 1 de agosto de 2024 | 19:35   | Semifinais   |
| 2 de agosto de 2024 | 17:30   | Final        |

## Medalhistas
| Ouro   | FRA Léon Marchand |
| Prata  | GBR Duncan Scott  |
| Bronze | CHN Wang Shun     |

## Recordes
Antes desta competição, os recordes mundiais e olímpicos da prova eram os seguintes:
| Tipo | Atleta         | Tempo   | Local  | Data                 |
| ---- | -------------- | ------- | ------ | -------------------- |
|      | Ryan Lochte    | 1:54.00 | Xangai | 28 de julho de 2011  |
|      | Michael Phelps | 1:54.23 | Pequim | 15 de agosto de 2008 |

## Resultados

### Preliminares
Os nadadores com os 16 melhores tempos, independente da bateria, avançam às semifinais.
| Pos. | Bateria | Raia | Nadador              | CON                | Tempo   | Notas |
| ---- | ------- | ---- | -------------------- | ------------------ | ------- | ----- |
| 1    | 4       | 6    | Daiya Seto           | JPN Japão          | 1:57.48 | Q     |
| 2    | 3       | 5    | Duncan Scott         | GBR Grã-Bretanha   | 1:57.77 | Q     |
| 3    | 3       | 4    | Léon Marchand        | FRA França         | 1:57.86 | Q     |
| 4    | 3       | 3    | Alberto Razzetti     | ITA Itália         | 1:58.00 | Q     |
| 5    | 4       | 5    | Shaine Casas         | USA Estados Unidos | 1:58.04 | Q     |
| 6    | 4       | 4    | Wang Shun            | CHN China          | 1:58.09 | Q     |
| 7    | 3       | 6    | Ron Polonsky         | ISR Israel         | 1:58.30 | Q     |
| 7    | 4       | 3    | Tom Dean             | GBR Grã-Bretanha   | 1:58.30 | Q     |
| 9    | 3       | 7    | Jérémy Desplanches   | SUI Suíça          | 1:58.46 | Q     |
| 10   | 2       | 4    | Carson Foster        | USA Estados Unidos | 1:58.63 | Q     |
| 11   | 2       | 6    | Lewis Clareburt      | NZL Nova Zelândia  | 1:58.84 | Q     |
| 11   | 3       | 2    | William Petric       | AUS Austrália      | 1:58.84 | Q     |
| 13   | 2       | 5    | Finlay Knox          | CAN Canadá         | 1:58.97 | Q     |
| 14   | 4       | 2    | Thomas Neill         | AUS Austrália      | 1:59.13 | Q     |
| 15   | 4       | 1    | Jaouad Syoud         | ALG Argélia        | 1:59.41 | Q     |
| 16   | 3       | 1    | Apostolos Papastamos | GRE Grécia         | 2:00.79 | Q     |
| 17   | 2       | 7    | Berke Saka           | TUR Turquia        | 2:01.99 |       |
| 18   | 2       | 1    | Erick Gordillo       | GUA Guatemala      | 2:02.24 |       |
| 19   | 4       | 8    | Tomás Peribonio      | ECU Equador        | 2:03.40 |       |
| 20   | 1       | 4    | Matheo Mateos        | PAR Paraguai       | 2:03.45 |       |
| 21   | 2       | 2    | Matthew Sates        | RSA África do Sul  | 2:04.01 |       |
| 22   | 1       | 3    | Simon Bachmann       | SEY Seicheles      | 2:06.48 |       |
| 23   | 1       | 5    | Esteban Núñez        | BOL Bolívia        | 2:08.10 |       |
| 26   | 2       | 3    | Hugo González        | ESP Espanha        | DNS     |       |
| 26   | 4       | 7    | Gábor Zombori        | HUN Hungria        | DNS     |       |

### Semifinais
Os nadadores com os oito melhores tempos, independente da bateria, avançam à final.
| Pos. | Bateria | Raia | Nadador              | CON                | Tempo   | Notas |
| ---- | ------- | ---- | -------------------- | ------------------ | ------- | ----- |
| 1    | 2       | 5    | Léon Marchand        | FRA França         | 1:56.31 | Q     |
| 2    | 1       | 2    | Carson Foster        | USA Estados Unidos | 1:56.37 | Q     |
| 3    | 1       | 4    | Duncan Scott         | GBR Grã-Bretanha   | 1:56.49 | Q     |
| 4    | 1       | 3    | Wang Shun            | CHN China          | 1:56.54 | Q     |
| 5    | 2       | 4    | Daiya Seto           | JPN Japão          | 1:56.59 | Q     |
| 6    | 1       | 6    | Tom Dean             | GBR Grã-Bretanha   | 1:56.92 | Q     |
| 7    | 1       | 5    | Alberto Razzetti     | ITA Itália         | 1:57.10 | Q     |
| 8    | 2       | 1    | Finlay Knox          | CAN Canadá         | 1:57.76 | Q     |
| 9    | 2       | 3    | Shaine Casas         | USA Estados Unidos | 1:57.82 |       |
| 10   | 1       | 7    | William Petric       | AUS Austrália      | 1:58.13 |       |
| 11   | 1       | 1    | Thomas Neill         | AUS Austrália      | 1:58.77 |       |
| 12   | 2       | 6    | Ron Polonsky         | ISR Israel         | 1:58.89 |       |
| 13   | 2       | 2    | Jérémy Desplanches   | SUI Suíça          | 1:58.93 |       |
| 14   | 2       | 7    | Lewis Clareburt      | NZL Nova Zelândia  | 2:00.06 |       |
| 15   | 2       | 8    | Jaouad Syoud         | ALG Argélia        | 2:00.13 |       |
| 16   | 1       | 8    | Apostolos Papastamos | GRE Grécia         | 2:01.02 |       |

### Final
Os três nadadores mais rápidos na final conquistam as medalhas.
| Pos.              | Raia | Nadador          | CON                | Tempo   | Notas |
| ----------------- | ---- | ---------------- | ------------------ | ------- | ----- |
| Medalha de ouro   | 4    | Léon Marchand    | FRA França         | 1:54.06 | ,     |
| Medalha de prata  | 3    | Duncan Scott     | GBR Grã-Bretanha   | 1:55.31 |       |
| Medalha de bronze | 6    | Wang Shun        | CHN China          | 1:56.00 |       |
| 4                 | 5    | Carson Foster    | USA Estados Unidos | 1:56.10 |       |
| 5                 | 7    | Tom Dean         | GBR Grã-Bretanha   | 1:56.46 |       |
| 6                 | 1    | Alberto Razzetti | ITA Itália         | 1:56.82 |       |
| 7                 | 2    | Daiya Seto       | JPN Japão          | 1:57.21 |       |
| 8                 | 8    | Finlay Knox      | CAN Canadá         | 1:57.26 |       |

Legenda
| Recorde mundial      | Recorde mundial (World record)               |                       | Recorde africano                      | Recorde africano (African) |                                           | Q | Classificado por posição (Qualified) |
| Recorde olímpico     | Recorde olímpico (Olympic record)            | Recorde da América    | Recorde da América (Americas)         | q                          | Classificado por melhor tempo (Qualified) |   |                                      |
| Melhor marca do ano  | Melhor marca do ano (World leading)          | Recorde asiático      | Recorde asiático (Asian)              | DNS                        | Não largou (Did not start)                |   |                                      |
| Recorde nacional     | Recorde nacional (National record)           | Recorde europeu       | Recorde europeu (European)            | DNF                        | Não terminou (Did not finish)             |   |                                      |
| Recorde pessoal      | Recorde pessoal do atleta (Personal best)    | Recorde da Oceania    | Recorde da Oceania (Oceania)          | DSQ / DQ                   | Desclassificado (Disqualified)            |   |                                      |
| Recorde da temporada | Recorde da temporada do atleta (Season best) | Recorde sul-americano | Recorde sul-americano (South America) | NM                         | Sem marca (No mark)                       |   |                                      |